# آلبرت جانسون (بازیکن فوتبال، زاده ۱۹۲۳)
آلبرت جانسون (انگلیسی: Albert Johnson؛ ۷ سپتامبر ۱۹۲۳ – December 1989 (aged 66)) بازیکن فوتبال اهل بریتانیا بود.